# 府川裕一
府川 裕一（ふかわ ゆういち、1956年1月16日 ‐）は、日本の政治家。元神奈川県開成町長（3期）、元開成町議会議員（3期）。

## 来歴
神奈川県足柄上郡開成町生まれ。開成町立開成小学校、開成町立文命中学校、神奈川県立西湘高等学校、東京理科大学工学部経営工学科卒業。大学卒業後、ふかわ履物店を開業。開成幼稚園PTA会長や足柄上商工会会長などを歴任。
1995年に開成町議会議員選挙に出馬し、初当選を果たした。以後3期連続で当選し、町議会教育民生常任委員長、議会運営委員会副委員長を経て、2005年に開成町議会議長に就任。2007年、開成町議を辞職し、神奈川県議会議員選挙に足柄上郡選挙区から出馬するが、次点で落選。その後はNPO法人ほほえみY&M理事長や下延沢自治会長を務める。
2011年3月24日、開成町長の露木順一が神奈川県知事選挙に立候補するため辞職。これに伴って4月24日に行われた開成町長選挙に出馬し、初当選した。2015年の町長選挙でも再選。
2019年、元開成町長の山神輝の長男の山神裕をわずか32票差でかわし、3選を果たした。
2022年9月、任期満了での引退を表明した。